# Liste der Denkmäler in Koblenz
Diese Liste der Denkmäler in Koblenz soll einen Überblick über Denkmäler und Gedenktafeln der Stadt Koblenz geben. Diese Liste erhebt keinen Anspruch auf Vollständigkeit, wird aber fortwährend ergänzt. Die Denkmäler sind chronologisch nach ihrem Aufstellungsdatum geordnet, soweit dies bekannt ist.

## Denkmäler
| Bezeichnung                                                   | Standort                                                     | Anlass                                                                                                 | Errichtet/ Eingeweiht | Entwurf/ Künstler                                                                           | Bild                                                          |
| ------------------------------------------------------------- | ------------------------------------------------------------ | --- | --- | ------------------------------------------------------------------------------------------- | ------------------------------------------------------------- |
| Peter-Altmeier-Denkmal                                        | Am Moselufer, Richtung Deutsches Eck                         | Zur Erinnerung an Peter Altmeier, den ehemaligen Ministerpräsidenten von Rheinland-Pfalz               | 7. Oktober 1981, ergänzt am 28. August 1982 durch eine Gedenktafel | Horst Schwab, Kusel                                                                         | Das Peter-Altmeier-Denkmal in den Moselanlagen von Koblenz    |
| Balduin-Denkmal                                               | Auf der Balduinbrücke                                        | Zur Erinnerung an den Kurfürsten Balduin von Luxemburg                                                 | 13. August 1975 | Rudi Scheuermann, Koblenz                                                                   | Steinfigur des Kurfürsten Balduin von Luxemburg               |
| Brückenmonument                                               | In den Rheinanlagen, in Höhe des Weindorfs                   | Zur Erinnerung an den Bau der Pfaffendorfer Brücke                                                     | 29. September 1864, nach Zerstörung zum zweiten Mal am 24. Mai 1876 | unbekannt                                                                                   | Nachbau des Brückenmonuments (2005)                           |
| Brunnendenkmal                                                | Oberer Schlosshof, Festung Ehrenbreitstein                   | Zur Wiedererrichtung der Festung Ehrenbreitstein                                                       | 1844 | unbekannt                                                                                   | Brunnendenkmal                                                |
| Ehrenmal des Deutschen Heeres                                 | Ravelin, Festung Ehrenbreitstein                             | Zur Erinnerung an die Gefallenen des Ersten und Zweiten Weltkriegs                                     | 29. Oktober 1972 | Hans Wimmer                                                                                 | Ehrenmal des Deutschen Heeres                                 |
| Marceau-Denkmal                                               | Franzosenfriedhof in Koblenz-Lützel                          | Grabmal des französischen Revolutionsgenerals François Séverin Marceau                                 | 22. Oktober 1797, abgerissen im Mai 1817, Wiederaufbau an der heutigen Stelle Ende 1818 | Peter Joseph Krahe, Löwenrelief von Ph. Bohl                                                | Marceau-Denkmal                                               |
| Pfarrer-Kraus-Denkmal                                         | Vor dem Pfarrhaus von St. Nikolaus in Koblenz-Arenberg       | Zur Erinnerung an Pfarrer Johann Baptist Kraus, den Begründer der Pfarrer-Kraus-Anlagen                | 1930 |                                                                                             |                                                               |
| Denkmal für die in der NS-Zeit ermordeten jüdischen Koblenzer | Jüdischer Friedhof in Koblenz-Rauental                       | Zur Erinnerung an die im Holocaust umgekommenen jüdischen Koblenzer                                    | 1947 |                                                                                             | Denkmal für die in der NS-Zeit ermordeten jüdischen Koblenzer |
| Ehrenmal der Kriegstoten der Stadt Koblenz                    | Hauptfriedhof der Stadt Koblenz, ehemalige Batterie Hübeling | Zur Erinnerung an die Toten des Zweiten Weltkriegs                                                     | 1828–30, Umbau zur Gedächtnisstätte ab 1956 | Hans Wilhelm Mutzbauer (Planung)                                                            | Eingang der Batterie Hübeling                                 |
| Denkmal für die Gefallenen des Feldzugs von 1866              | Koblenz-Asterstein                                           | Zur Erinnerung an die Gefallenen des Deutschen Kriegs von 1866                                         | 4. Juli 1869 | Christian Mohr                                                                              | Denkmal für die Gefallenen des Feldzugs von 1866              |
| Denkmal für die deutschen Veteranen der Armee Napoleons       | Hauptfriedhof der Stadt Koblenz                              | Zur Erinnerung an die Toten der Napoleonischen Kriege                                                  | 5. Mai 1843 |                                                                                             | Napoleonstein auf dem Hauptfriedhof Koblenz                   |
| Nikolaus-von-Kues-Denkmal                                     | Florinsmarkt                                                 | Zur Erinnerung an Nikolaus von Kues und seine Zeit in Koblenz als Dekan des Stifts St. Florin          | 23. Februar 2007 | Bildhauerwerkstatt Waldemar Kaspers aus Schuld (Ahr)                                        | Nikolaus-von-Kues-Denkmal                                     |
| Denkmal für Max von Schenkendorf                              | In den Rheinanlagen, in Höhe des Weindorfs                   | Zur Erinnerung an den patriotischen Dichter Max von Schenkendorf                                       | 11. Dezember 1861. Im Frühjahr 2012 durch Vandalismus beschädigt, der Kopf gestohlen, 2013 wiederhergestellt | Johann Hartung                                                                              | Büste Max v. Schenkendorf                                     |
| Kaiserin-Augusta-Denkmal                                      | In den Rheinanlagen, in Höhe des Schwanenteichs              | Zur Erinnerung an Kaiserin Augusta, die Gemahlin Wilhelms I.                                           | 18. Oktober 1896 | Bruno Schmitz (Denkmal), Karl Friedrich Moest (Skulptur)                                    | Kaiserin-Augusta-Denkmal                                      |
| Kaiser-Wilhelm-I.-Denkmal                                     | Am Zusammenfluss von Rhein und Mosel, Deutsches Eck          | Dank an Wilhelm I. für die Einigung Deutschlands                                                       | 31. August 1897 16. März 1945 zerstört von einer amerikanischen Artilleriegranate 25. September 1993 Einweihung der Rekonstruktion nach jahrelangen extrem intensiven Auseinandersetzungen (1987 bis 1993) | Bruno Schmitz (Sockel), Emil Hundrieser (Standbild) Raimund Kittl (Rekonstruktion von 1993) | Kaiser-Wilhelm-I.-Denkmal um 1900                             |
| Denkmal für Kaiser Wilhelm I. und Kaiserin Augusta            | Nordende der ehem. Rheininsel Oberwerth                      | Goldene Hochzeit                                                                                       | 11. Juni 1879 | unbekannt                                                                                   |                                                               |
| Barbara-Denkmal                                               | Friedrich-Ebert-Ring, in der Höhe der Christuskirche         | Zur Erinnerung an die Toten des Rheinischen Feldartillerie Regiments Nr. 8                             | 6. Oktober 1907; 1956 abgerissen, 1982 wiederentdeckt und auf dem städtischen Bauhof eingelagert – Ende 2014 auf dem Friedrich-Ebert-Ring, etwa 350 m vom ursprünglichen Standort entfernt, wiederaufgestellt | Georg Schreyögg, München                                                                    |                                                               |
| Denkmal für das Infanterie-Regiment „von Goeben“ Nr. 28       | Helfenstein, Festung Ehrenbreitstein                         | In Erinnerung an die gefallenen Soldaten des Infanterie-Regiments „von Goeben“ (2. Rheinisches) Nr. 28 | Enthüllt am 15. Juni 1935. Im Zuge einer „Denkmalsbereinigung“ wurde der Infanterist im Sommer 1945 demontiert und verschrottet, dabei der Sockel teilzerstört. 1960 formten Soldaten des in Koblenz stationierten Panzergrenadierbataillon 142 die Reste des zerschlagenen Denkmals zu einem neuen Gedenkstein in würdig-schlichter Form. | Bildhauer Emil Hollweg                                                                      |                                                               |
| Denkmal für Fritz Michel                                      | Johannes-Müller-Str., nahe Eingang Evangelisches Stift       | Zur Erinnerung an Fritz Michel, Arzt, Heimatforscher, Historiker und Kunsthistoriker                   | Dezember 1989 | Eberhard Linke                                                                              | Denkmal für Fritz Michel                                      |
| Johannes-Müller-Denkmal                                       | Jesuitenplatz                                                | Zur Erinnerung an Johannes Peter Müller, Arzt und Physiologe                                           | 7. Oktober 1899 | Joseph Uphues, Berlin                                                                       | Johannes-Müller-Denkmal                                       |
| Friedrich-Mohr-Denkmal                                        | Casinostraße, in Höhe des Eichendorff-Gymnasiums             | Zur Erinnerung an den Naturwissenschaftler Karl Friedrich Mohr                                         | 21. Juni 1914 auf dem Kaiser-Wilhelm-Ring (Friedrich-Ebert-Ring) errichtet, nach dem Krieg am heutigen Standort in der Casinostraße als Büste wieder aufgebaut, Reste sind im Mittelrhein-Museum eingelagert | Hugo Cauer                                                                                  | Friedrich-Mohr-Denkmal                                        |
| Joseph-Görres-Denkmal                                         | In den Rheinanlagen, in Höhe des Schlosses                   | 150. Geburtstag von Joseph Görres                                                                      | 24. Juni 1928 | Richard Langer                                                                              | Joseph-Görres-Denkmal                                         |
| Mahnmal für die Opfer des Nationalsozialismus in Koblenz      | Reichensperger Platz                                         | Zur Erinnerung an die Opfer des Nationalsozialismus                                                    | 23. August 2001 | Jürgen Waxweiler                                                                            | Mahnmal für die Opfer des Nationalsozialismus in Koblenz      |
| Metternicher Eule                                             | Auf dem Kimmelberg in Koblenz-Metternich                     | Preußisches Kriegerdenkmal                                                                             | 1913 | Wilhelm Müller                                                                              | Metternicher Eule                                             |
| Kriegerdenkmal                                                | Aachener Straße, Ecke Alte Straße in Koblenz-Rübenach        | Preußisches Kriegerdenkmal                                                                             | 1913 |                                                                                             | Kriegerdenkmal Koblenz-Rübenach                               |
| Rittersturz-Denkmal                                           | Rittersturz                                                  | Zur Erinnerung an die Rittersturz-Konferenz von 1948                                                   | 8. Juli 1978 | Rudi Scheuermann                                                                            | Rittersturz                                                   |
| Vater Rhein und Mutter Mosel                                  | Garten des Kurfürstlichen Schlosses                          | | 1854 | Johann Hartung                                                                              | Vater Rhein und Mutter Mosel                                  |

## Gedenktafeln
| Bezeichnung                                                                | Standort                                                                  | Anlass | Errichtet/ Eingeweiht              | Entwurf/ Künstler                      | Bild                                                                      |
| -------------------------------------------------------------------------- | ------------------------------------------------------------------------- | --- | ---------------------------------- | -------------------------------------- | ------------------------------------------------------------------------- |
| Gedenktafel für Friedrich Halter                                           | Lützeler Friedhof, an der ehemaligen Eskarpe der Bubenheimer Flesche      | Zur Erinnerung an den Gründer des Koblenzer Tierschutzvereins                                                              | unbekannt                          | unbekannt                              |                                                                           |
| Gedenktafel für Hans Wilhelm Mutzbauer                                     | In den Rheinanlagen, an der ehemaligen preußischen Stadtmauer             | Zur Erinnerung an den Stadtgartendirektor 1950–1968                                                                        | unbekannt                          | unbekannt                              | Gedenktafel für Hans Wilhelm Mutzbauer                                    |
| Gedenktafel für den kurtrierischen Leutnant Freiherr Arnold von Solemacher | Klausenbergkapelle                                                        | Zur Erinnerung an den bei einem Ausfall 1795 gefallenen Leutnant Freiherr Arnold von Solemacher und 15 kurtrierische Jäger | 1901                               | unbekannt                              | Gedenktafel für den Leutnant Freiherr Arnold von Solemacher               |
| Gedenkplatte für die Opfer der Luftangriffe auf Koblenz                    | Am Plan, eingelassen in das Pflaster in der Nähe der Vier Türme           | 40. Jahrestag der Zerstörung der Stadt im Zweiten Weltkrieg                                                                | 1984                               | Heinz Kassung                          | Gedenkplatte für die Opfer der Luftangriffe 1944/45                       |
| Schiffbrücke                                                               | In den Rheinanlagen, in der Nähe des Regierungsgebäudes                   | Zur Erinnerung an die Schiffbrücke Koblenz-Ehrenbreitstein 1819–1945                                                       | 1985                               | Heinz Kassung                          | Eine Gedenktafel erinnert an die Schiffbrücke                             |
| Relief in Erinnerung an die zerstörte Karmeliterkirche                     | BWB, Ecke Rheinstraße/Karmeliterstraße                                    | Zur Erinnerung an die zerstörte Karmeliterkirche                                                                           |                                    | Hermann Tomada                         | Relief in Erinnerung an die zerstörte Karmeliterkirche                    |
| Gedenktafel für Pater Josef Kentenich                                      | BWB, Ecke Rheinstraße/Karmeliterstraße                                    | Zur Erinnerung an den hier von der Gestapo festgehaltenen Gründer der Schönstatt-Bewegung Josef Kentenich                  | 1985                               | Werkstätten der Schönstatt-Bewegung    | Gedenktafel für Pater Josef Kentenich                                     |
| Gedenktafel für Detlef Becker                                              | „Haus am Wöllershof“, 12 Stock, Sparkasse Koblenz                         | Zur Erinnerung an den bei einem Banküberfall getöteten Detlef Becker                                                       | 6. Oktober 1986                    | unbekannt                              |                                                                           |
| Gedenktafel für Brückenbau-Opfer                                           | Südbrücke                                                                 | Zur Erinnerung an die bei dem Bau der Brücke verunglückten Arbeiter                                                        | 1975                               | unbekannt                              | Gedenktafel für die Brückenbau-Opfer                                      |
| Gedenktafel zur Erinnerung an den Geburtsort von Valéry Giscard d’Estaing  | Rheinanlagen nahe dem Weindorf                                            | | September 2010                     | unbekannt                              | Gedenktafel zur Erinnerung an den Geburtsort von Valéry Giscard d’Estaing |
| Stolpersteine                                                              | Eingelassen in diversen Straßen, siehe Liste der Stolpersteine in Koblenz | Erinnerung an Opfer des Nationalsozialismus                                                                                | Erste Verlegung am 27. Januar 2007 | Gunter Demnig                          | Stolpersteine                                                             |
| Gedenktafel am Bürresheimer Hof                                            | Bürresheimer Hof, Florinsmarkt                                            | Zur Erinnerung an die dort befindliche und in der „Reichspogromnacht“ 1938 zerstörte Synagoge                              | 2009                               | Freundschaftskreis Koblenz-Petah Tikva |                                                                           |
| Gedenkstein für Sinti und Roma                                             | Peter-Altmeier-Ufer                                                       | Zum Gedenken an die Sinti und Roma, die aus Koblenz in Konzentrationslager deportiert und dort ermordet wurden.            | 1997                               | unbekannt                              | Gedenkstein für Sinti und Roma                                            |

## Verschollene, zerstörte oder abgebaute Denkmäler
| Bezeichnung                                   | Standort                                                                              | Anlass | Errichtet/ Eingeweiht | Entwurf/ Künstler                           | Verbleib | Bild |
| --------------------------------------------- | ------------------------------------------------------------------------------------- | --- | --------------------- | ------------------------------------------- | --- | ---- |
| Gedenktafel für Heinrich Lommatzsch           | Feste Franz bis 1921, später im Lützeler Volkspark, am Reduit der Bubenheimer Flesche | Zur Erinnerung an den am 18. April 1864 auf den Düppeler Schanzen gefallenen Leutnant                                                    | unbekannt             | unbekannt                                   | verschollen nach 1969 |      |
| "Die Wacht am Rhein"                          | Rheinanlagen, in der Nähe der Pfaffendorfer Brücke                                    | Zur Erinnerung an den Krieg 1870/71 | 1881                  | unbekannt                                   | November 1919 abgebrochen |      |
| Gedenktafel für Karl Baedeker                 | Rheinstraße 25                                                                        | 50. Todestag von Karl Baedeker | 4. Oktober 1909       | unbekannt                                   | bei einem Luftangriff 1944 mit dem Haus in der Rheinstraße zerstört                                                                            |      |
| Goeben-Denkmal                                | Goebenplatz (heute Joseph-Görres-Platz)                                               | In Erinnerung an den Sieger der Schlacht bei Saint-Quentin im Deutsch-Französischen Krieg den preußischen General August Karl von Goeben | 26. September 1884    | Fritz Schaper                               | Nach dem Zweiten Weltkrieg abgebaut, Statue seit Dezember 1960 in der Gneisenau-Kaserne und seit 2006 in der Falckenstein-Kaserne aufgestellt. |      |
| Gedenktafel für Peter Joseph von Lindpaintner | Im Hof des Hauses Kastorpfaffengasse Nr. 4                                            | Zur Erinnerung an den Komponisten und Dirigenten                                                                                         | unbekannt             | unbekannt                                   | verschollen nach 1945 |      |
| Ehrenmal des Deutschen Weins                  | Rheinanlagen, in der Nähe des Weindorfs                                               | Reichsausstellung Deutscher Wein vom 8. August bis 13. September 1925                                                                    | unbekannt             | Josef Henselmann                            | im Krieg zerstört |      |
| Gedenktafel für Hermann Stegemann             | Friedrichstraße 42                                                                    | Zur Erinnerung an den in Koblenz geborenen Historiker Hermann Stegemann                                                                  | 30. Mai 1930          | unbekannt                                   | im Krieg zerstört |      |
| Pionier-Gedenkstein                           | In der (alten) Falckensteinkaserne, ab 1939 in den Rheinanlagen                       | Zur Erinnerung an das 1. Rheinische Pionier-Bataillon Nr. 8                                                                              | 18. Mai 1935          | Carl Burger, Mayen                          | verschollen nach 1945 |      |
| Gedenktafel des freiwilligen Arbeitsdienstes  | Lützeler Volkspark, am Reduit der Bubenheimer Flesche                                 | Zur Erinnerung an die Mitarbeit des Arbeitsdienstes am Aufbau des Volksparks                                                             | 13. Juni 1936         | unbekannt                                   | verschollen nach 1969 |      |
| Heldengedenkstätte des Lützeler Turnvereins   | Lützeler Volkspark, vermutlich im ehemaligen Wallgraben                               | Zur Erinnerung an die Toten des Ersten Weltkriegs des Lützeler Turnvereins                                                               | 18.11.1936            | Wilhelm Tophinke (Plastik Der tote Krieger) | unbekannt. Im Krieg zerstört oder danach abgebaut                                                                                              |      |
| Gedenkstein mit Heldenbildnis                 | Ehemalige Bienhornschanze, heute im Stadtteil Asterstein                              | Zur Erinnerung an die toten Pfaffendorfer Soldaten des Ersten Weltkriegs                                                                 | 29.11.1937            | Bildhauer Pabst, Köln                       | nach 1946 beseitigt |      |
| Gefallenendenkmal 1914/18                     | genauer Standort unbekannt                                                            | | 1919                  | Wilhelm Wandschneider                       | Nachweis im Verzeichnis der Kunstgießerei Lauchhammer und im Werkverzeichnis des Künstlers                                                     |      |